# Here and Now (Album)
Here and Now ist das siebte Studioalbum der kanadischen Rockband Nickelback, das im November 2011 erschien.

## Entstehung und Veröffentlichung
Die Erstveröffentlichung von Here and Now erfolgte am 14. November 2011 bei Roadrunner Records. Das Album erschien zunächst in seiner Originalausführung zum Download mit elf Titeln sowie vier Tage später als CD (Katalognummer: RR7709-2). Am 9. Dezember desselben Jahres erschien es erstmals als LP-Ausführung (Katalognummer: RRCAR7709).
Geschrieben wurden die Lieder von den drei Nickelback-Mitgliedern Chad und Mike Kroeger sowie Ryan Peake, in verschiedenen Konstellationen. Chad Kroeger war als einziges Bandmitglied am Schreibprozess aller Lieder beteiligt, drei Titel wurden von ihm alleine geschrieben. Bei fünf Liedern erhielt die Band Unterstützung von Koautor Joey Moi. Für die Produktion aller Lieder zeichneten alle Nickalback-Mitglieder, also auch Daniel Adair, verantwortlich. Bei der Produktion erhielt die Band ebenfalls Unterstützung von Moi sowie von Brian Howes.

## Titelliste
1. This Means War – 3:20
2. Bottoms Up – 3:40
3. When We Stand Together – 3:10
4. Midnight Queen – 3:14
5. Gotta Get Me Some – 3:41
6. Lullaby – 3:48
7. Kiss It Goodbye – 3:35
8. Trying Not to Love You – 4:11
9. Holding On to Heaven – 3:51
10. Everything I Wanna Do – 3:26
11. Don’t Ever Let It End – 3:49

## Singleauskopplungen
| Jahr | Titel                  | Höchstplatzierung, Gesamtwochen, AuszeichnungChartplatzierungen (Jahr, Titel, , Platzierungen, Wochen, Auszeichnungen, Anmerkungen) | Höchstplatzierung, Gesamtwochen, AuszeichnungChartplatzierungen (Jahr, Titel, , Platzierungen, Wochen, Auszeichnungen, Anmerkungen) | Höchstplatzierung, Gesamtwochen, AuszeichnungChartplatzierungen (Jahr, Titel, , Platzierungen, Wochen, Auszeichnungen, Anmerkungen) | Höchstplatzierung, Gesamtwochen, AuszeichnungChartplatzierungen (Jahr, Titel, , Platzierungen, Wochen, Auszeichnungen, Anmerkungen) | Höchstplatzierung, Gesamtwochen, AuszeichnungChartplatzierungen (Jahr, Titel, , Platzierungen, Wochen, Auszeichnungen, Anmerkungen) | Höchstplatzierung, Gesamtwochen, AuszeichnungChartplatzierungen (Jahr, Titel, , Platzierungen, Wochen, Auszeichnungen, Anmerkungen) | Anmerkungen                                                  |
| Jahr | Titel                  | DE | AT | CH | UK | US | CA | Anmerkungen                                                  |
| ---- | ---------------------- | --- | --- | --- | --- | --- | --- | ------------------------------------------------------------ |
| 2011 | Bottoms Up             | — | — | — | — | — | CA17 (2 Wo.)CA | Erstveröffentlichung: 26. September 2011                     |
| 2011 | When We Stand Together | DE6 Gold · (18 Wo.)DE | AT8 (13 Wo.)AT | CH6 Gold · (17 Wo.)CH | UK41 Silber · (5 Wo.)UK | US44 (16 Wo.)US | CA5 Platin · (22 Wo.)CA | Erstveröffentlichung: 26. September 2011 Verkäufe: + 615.782 |
| 2011 | This Means War         | — | — | — | — | — | — | Erstveröffentlichung: 11. November 2011                      |
| 2012 | Lullaby                | DE36 (13 Wo.)DE | AT27 (10 Wo.)AT | CH45 (9 Wo.)CH | UK— SilberUK | US89 (1 Wo.)US | CA27 Gold · (7 Wo.)CA | Erstveröffentlichung: 24. Februar 2012 Verkäufe: + 290.000   |

## Rezensionen
Allmusic vergab 3,5 von fünf möglichen Sternen. Die Kritik von laut.de fiel positiv aus: „… denn eines muss man den Mannen um Sänger Chad Kroeger zugestehen: Was sie machen, machen sie auch richtig.“ Auch werde „man das Gefühl nicht los“, dass man „es mit zwei völlig verschiedenen Bands zu tun“ habe, wenn man „Lullaby mit This Means War“ vergleiche. Allerdings kritisierte die Seite wegen dieser Unterschiede auch, dass „die vier Kanadier abermals händeringend nach einer eigenen Identität“ suchten. Metacritic vergab 57 von 100 Punkten, basierend auf acht Reviews.

## Kommerzieller Erfolg

### Chartplatzierungen
| ChartsChartplatzierungen       | Höchstplatzierung | Wochen |
| ------------------------------ | ----------------- | ------ |
| Deutschland (GfK)              | 2 (28 Wo.)        | 28     |
| Österreich (Ö3)                | 3 (18 Wo.)        | 18     |
| Schweiz (IFPI)                 | 2 (41 Wo.)        | 41     |
| Vereinigte Staaten (Billboard) | 2 (42 Wo.)        | 42     |
| Vereinigtes Königreich (OCC)   | 10 (15 Wo.)       | 15     |

| ChartsJahrescharts (2011) | Platzierung |
| ------------------------- | ----------- |
| Deutschland (GfK)         | 42          |
| Österreich (Ö3)           | 74          |
| Schweiz (IFPI)            | 35          |

| ChartsJahrescharts (2012)      | Platzierung |
| ------------------------------ | ----------- |
| Schweiz (IFPI)                 | 37          |
| Vereinigte Staaten (Billboard) | 15          |

### Auszeichnungen für Musikverkäufe
| Land/Region                  | Auszeichnungen für Musikverkäufe (Land/Region, Auszeichnung, Verkäufe) | Verkäufe  |
| ---------------------------- | ---------------------------------------------------------------------- | --------- |
| Australien (ARIA)            | 2× Platin                                                              | 140.000   |
| Dänemark (IFPI)              | Platin                                                                 | 20.000    |
| Deutschland (BVMI)           | Gold                                                                   | 100.000   |
| Finnland (IFPI)              | Gold                                                                   | 17.227    |
| Kanada (MC)                  | 2× Platin                                                              | 160.000   |
| Neuseeland (RMNZ)            | Platin                                                                 | 15.000    |
| Polen (ZPAV)                 | Gold                                                                   | 10.000    |
| Schweden (IFPI)              | Gold                                                                   | 20.000    |
| Schweiz (IFPI)               | Platin                                                                 | 30.000    |
| Vereinigte Staaten (RIAA)    | Platin                                                                 | 1.000.000 |
| Vereinigtes Königreich (BPI) | Gold                                                                   | 100.000   |
| Insgesamt                    | 5× Gold · 8× Platin ·                                                  | 1.612.227 |

Hauptartikel: Nickelback/Auszeichnungen für Musikverkäufe